# Decyl
Decyl – kwantyl rzędu k/10, gdzie k=1,...,9.
Niekiedy używa się średniej decylowej – średniej po usunięciu obserwacji mniejszych od pierwszego oraz większych od dziewiątego decyla:
{\displaystyle DM={\frac {\sum _{i=1}^{9}D_{i}}{9}}}